# Germanò
Alex D'Andrea, noto con lo pseudonimo di Alex Germanò o Germanò, (Roma, 27 luglio 1990) è un cantautore italiano.

## Carriera
Nato a Roma nel quartiere Trastevere, nel 2008 si unisce alla band Jacqueries e quattro anni dopo fonda il gruppo musicale Alpinismo, con il quale pubblica un EP edito dalla 42 Records.
Il 29 settembre 2017 esce l’album di debutto da solista chiamato Per cercare il ritmo edito da Bomba Dischi, al quale fa seguito un tour di concerti sul suolo nazionale.
Il 7 maggio 2018 si esibisce in concerto su Rai Radio 2. A giugno 2018 si esibisce al Romapopofestival.
Il 10 aprile 2020 pubblica il singolo Friends Forever, che anticipa l'uscita a metà 2020 del secondo disco intitolato Piramidi.
Nel 2020, il brano Ti sorprenderebbe, dall'album Piramidi, viene incluso nella colonna sonora della prima stagione della serie tv Summertime.
Nel 2021, altri due brani di Piramidi entrano nella colonna sonora della seconda stagione di Summertime, Enchantè e Friends Forever.

## Discografia

### Album in studio
- 2017 – Per cercare il ritmo
- 2020 – Piramidi

### Singoli
- 2017 - San Cosimato
- 2017 - Grace
- 2018 - Per Non Riprendersi
- 2019 - Ça Va?
- 2020 - Matteo non c'è
- 2020 - Friends Forever